# Estrée (Pas-de-Calais)
Estrée is een gemeente in het Franse departement Pas-de-Calais (regio Hauts-de-France) en telt 276 inwoners (1999). De plaats maakt deel uit van het arrondissement Montreuil.

## Geografie
De oppervlakte van Estrée bedraagt 4,5 km², de bevolkingsdichtheid is 61,3 inwoners per km².

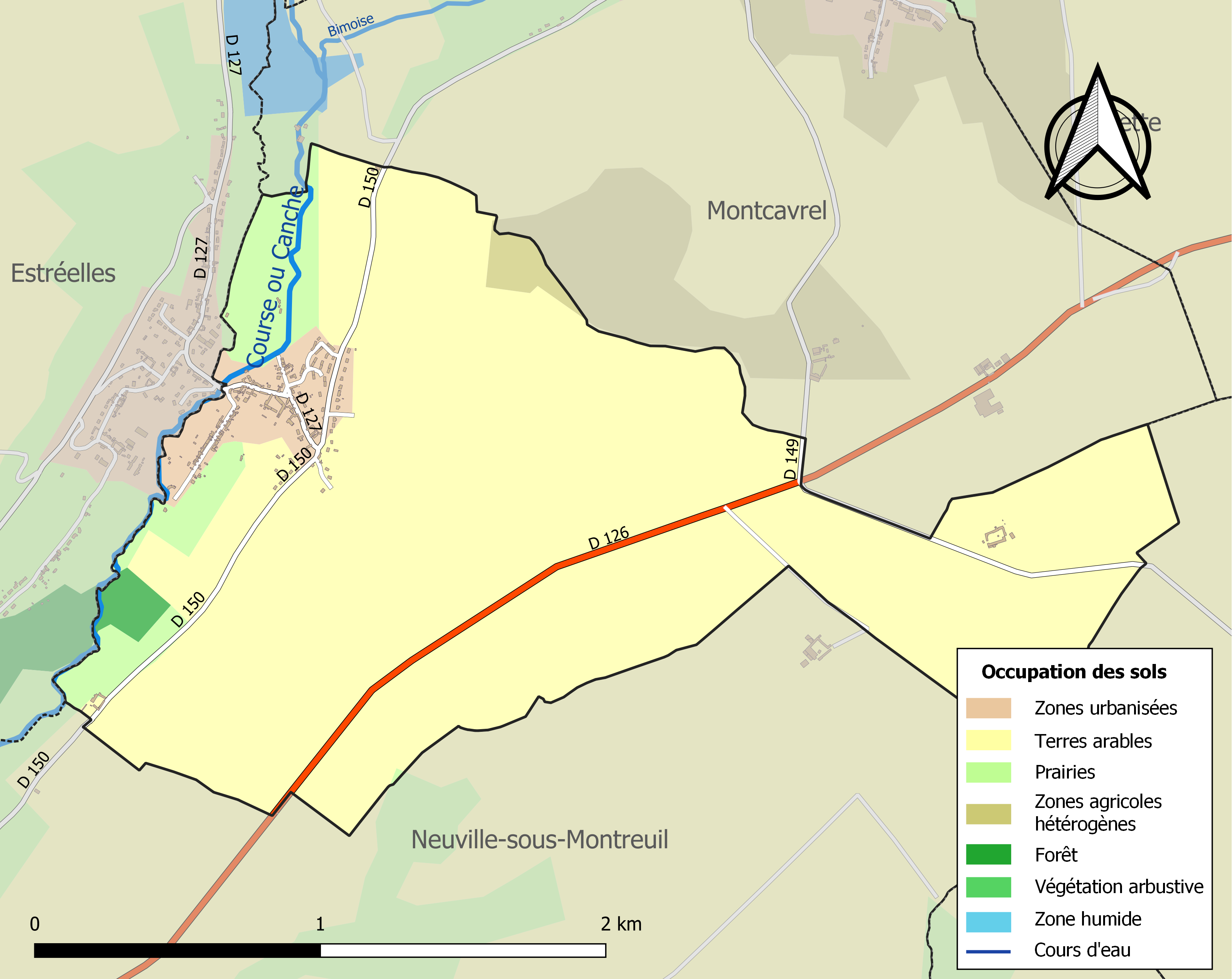
Kaart van de gemeente met de belangrijkste infrastructuur, bodemgebruik en omliggende gemeenten

## Demografie
Onderstaande figuur toont het verloop van het inwonertal (bron: INSEE-tellingen).